# Исаев, Леонид Алексеевич
Леонид Алексеевич Исаев  (17 япреля 1937, г. Дергачи, Харьковская область — 9 января 2019) — советский общественный деятель и украинский политик. Кандидат технических наук, бывший народный депутат Украины.

## Биография
Окончил Харьковский институт инженеров железнодорожного транспорта (1968), инженер-механик, «Тепловозы и тепловозное хозяйство».
- 1955-1956 — слесарь турбинного завода, г. Харьков.
- 1956-1960 — служба в армии.
- 1960-1961 — курсант технической школы, м. Белгород.
- 1961-1972 — помощник машиниста, машинист, машинист-инструктор, секретарь цеховой парторганизации депа «Октябрь» Южной железной дороги, г. Харьков.
- 1972-1974 — старший ревизор службы локомотивного хозяйства, начальник отдела военизированной охраны Южной железной дороги, м. Харьков.
- 1974-1983 — инструктор отдела транспорта и связи Харьковского обкома КПУ, второй секретарь Ленинского райкома КПУ г. Харькова.
- 1983-1984 — заместитель начальника — дорожный ревизор по безопасности движения на Южной железной дороге, г. Харьков.
- 1984-2002 — начальник ГП «Харьковский метрополитен».

Доверенное лицо кандидата на пост Президента Украины Виктора Януковича в ТИО № 171 (2004-2005); член Политсовета Партии регионов.
Народный депутат Украины 6-го созыва с июня 2010 до декабря 2012 от Партии регионов, № 218 в списке. На время выборов: народный депутат Украины, член ПР. Член фракции Партии регионов (с июня 2010). Член Комитета по вопросам социальной политики и труда.
Народный депутат Украины 5-го созыва с мая 2006 до ноября 2007 от Партии регионов, № 131 в списке. На время выборов: народный депутат Украины, член ПР. Член Комитета по вопросам транспорта и связи (с июля 2006), член фракции Партии регионов (с мая 2006).
Народный депутат Украины 4-го созыва с мая 2002 до мая 2006, избирательный округ № 169, Харьковская область, выдвинут Блоком «За единую Украину!». «За» 23,43 %, 28 соперников. На время выборов: начальник Харьковского метрополитена, член Партии регионов. Член фракции «Единая Украина» (май — июнь 2002), член группы «Европейский выбор» (июнь 2002 — ноябрь 2003), член фракции «Регионы Украины» (ноябрь 2003 — сентябрь 2005), член фракции Партии регионов «Регионы Украины» (с сентября 2005). Член Комитета по вопросам строительства, транспорта, жилищно-коммунального хозяйства и связи (с июня 2002).
Знак «Почетный железнодорожник» (1986). Заслуженный работник транспорта Украины (1996). Почетный работник транспорта Украины (2002). Почетный гражданин города Харькова (2000). Орден «За заслуги» III (май 1997), II степеней (2004). Почетная грамота Кабинета Министров Украины (декабрь 2003). Почетная грамота ВР Украины (декабрь 2005).
Скончался 9 января 2019 года.